# Dufaycolor

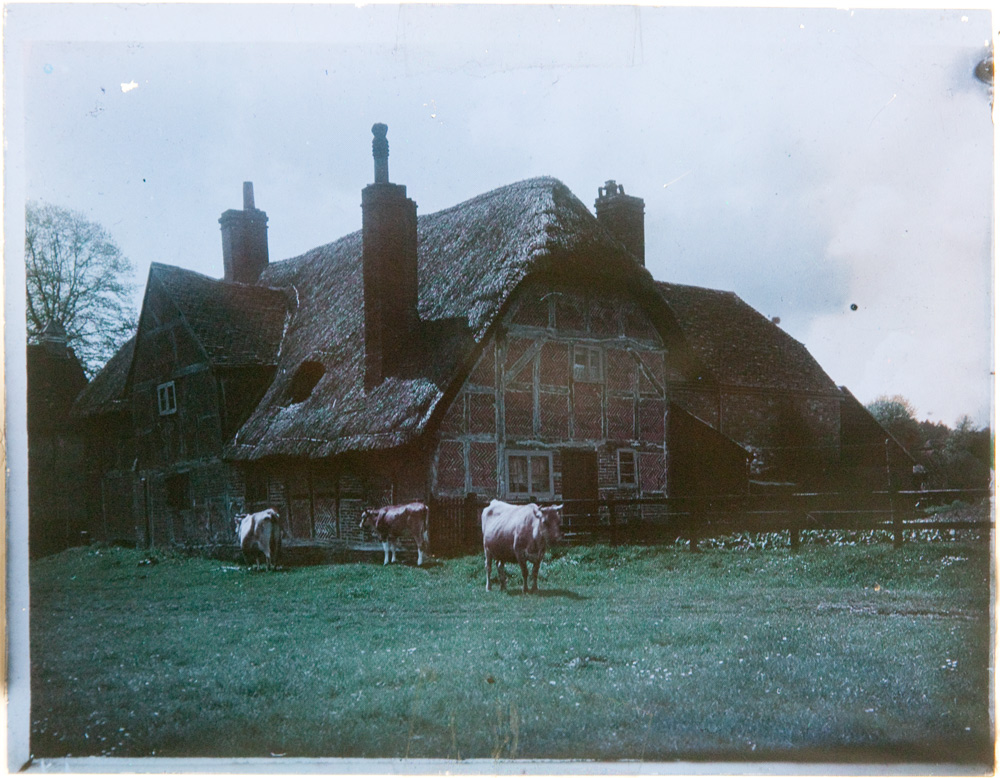
A színes fénykép dufaycolor eljárással készült

A dufaycolor egy fotográfiában használt színes, direktpozitív képrögzítési eljárás.

## Története
A londoni Dufay Ltd. által kikísérletezett és szabadalmaztatott színes eljárás, főleg a színes mozifilmek sokszorosításához használták. Először az 1931-es drezdai fotókongresszuson mutatták be, bár más források szerint valamikor a XIX.-XX. század fordulóján Németországban már egyszer elkészítették.

## Az eljárás
Additív színes eljárás, amelynek során a kép piros-zöld szabályos vonal-raszteros színrács segítségével készül, ellentétben az autokrómmal, mely szabálytalanul elhelyezkedő szemcsékből áll. Egy bikromátos zselatin lemezt vonalakban festékeztek, majd az egészet olyan zsíros festékkel vonták be, amely nem szivárgott be a festett vonalakba. Ezt a lemezt összepréselték egy másik zselatinos lemezzel, amelyet egy, a zsíros anyagot feloldó, de a nem színezett zselatint érintetlenül hagyó oldószerrel kezeltek. Ezután a felületet újra bevonták a zsíros anyaggal, újra lakkozták és a megfelelő szögben a második színnel színezett lemezhez préselték. A zsíros anyagot ismét leoldották és a nem színezett zselatin utolsó részletét is beszínezték az előbbivel megegyező módon. (Később a színrácsot már nyomdai úton állították elő.) A kész raszteres lemezt speciális pánkromatikus lemezzel keretbe rakták, s együtt exponálták. 
Az expozíció során mindegyik alapszín csak az ugyanolyan színű rácspontokon tud áthaladni, így az alatta levő fényérzékeny lemezen a megfelelő helyeken feketedést okoz. Ezt fordítós eljárással hívták elő, mely folytán  a színrácsos lemez azokon a pontokon lett átlátszó, ahol az adott színű fény át tudott jutni.
Átlagos fényáteresztő képessége az autokróménak majd háromszorosa, de még így is meglehetősen sötét. A fényérzékeny anyag és a színrács külön hordozón volt, a rácsot a felvétel előtt illesztették a rétegre, majd a felvétel után leválasztották, előhívták és a kész, fekete-fehér diapozitívra ismét feltették.

## Anyaga
Általában üveggel keretezett zselatinlap, de lehet nitrát vagy diacetát hordozón is. 

### Méretei
Mivel főleg mozifilmek másolására használták, 9,5 és 16 mm-es mozifilm méretben terjedt el, de tekercs-, csomag-, sík-, valamint leica film méretben is gyártották.